# Liste von Inseln der Bahamas
Diese  Liste von Inseln der Bahamas ist unvollständig. Es gibt 700 Inseln.

## A
- Abaco Island
- Abner Cay
- Acklins Island
- Adderley Cay
- Alcorine Cay
- Alder Cay
- Allan Cays
- Allans Cay
- Ambergris Cay(s)
- Andrew island
- Andros (Inselgruppe)
- Angle and Fish Cay
- Anna Cay
- Arawak Cay
- Araway Cay
- Archers Cay
- Athol Island
- Atwood Cay
- August Cay

## B
- Back Cay
- Bahama Cay
- Bahama Island
- Bamboo Cay
- Barraterre Island
- Barn Cay
- Barracuda Island
- Base Line Cay
- Beach Cay
- Beacon Cay
- Beak Cay
- Bell Cay (Privatbesitz Aga Khan IV.)
- Ben Cay
- Berry Islands
- Big Bersus Cay
- Big Carters Cay
- Big Cave Cay
- Big Cay
- Big Crab Cay
- Big Cross Cay
- Big Darby Island, Privatbesitz
- Big Egg Island
- Big Farmer's Cay
- Big Fish Cay
- Big Grand Cay
- Big Harbour Cay
- Big Hog Cay
- Big Jerry Cay
- Big Joe Downer Cay
- Big Lake Cay
- Big Lloyd Cay
- Big Major Cay
- Big Pigeon Cay
- Big Romers Cay
- Big Thrift Harbour Cay
- Big Whale Cay
- Big Wood Cay
- Billy Cay
- Bimini Islands
- Bird Cay
- Bitter Guana Cay
- Black Island
- Bock Cat Cay
- Bob Cay
- Bock Cay
- Bonds Cay
- Bonefish Cay
- Booby Cay
- Bowe Cay
- Bridges Cay
- Brigantine Cays
- Brown Cay
- Brush Cay
- Buena Vista Cay
- Burnside Cay
- Burroughs Cay
- Burrow Cay
- Bursis Cay
- Buttonwood Cay

## C
- Cabbage Cay
- Caeser Cay
- Calabash Cay
- Cambridge Cay
- Candle Cays
- Carter Cay
- Cashs Cay
- Castaway Cay - Privatbesitz Disney Cruise Line
- Castle Island
- Cat Island
- Cat Cay
- Catch Island
- Catto Cay
- Cave Cay, Privatbesitz
- Cay One
- Cay Sal Bank
- Cay Santo Domingo
- Cay With Low Fall
- Caye a Rum
- Caye de Sel
- Channel Cay(s)
- Children’s Bay Cay
- Chub Cay
- Cistern Cay
- Clem Cay
- Cluffs Cay
- Coakley Cay
- Cockroach Cay
- Cocoa Cay
- Cocoa Plum Cay
- Comfort Cay
- Compass Cay
- Cold Cay
- Conception Island
- Conchshell Cay
- Cook’s Cay
- Cormorant Cay
- Cornish Cay
- Cotton Bay Cay
- Cotton Cay
- Crab Cay
- Crisby Island
- Crooked Island
- Cross Cay(s)
- Culmer's Cay
- Cupid's Cay
- Curly Cut Cays
- Current Island

## D
- Damas Cays
- Danger Cay
- Daniels Cay
- Darby Island
- Darvill Cay
- Dead Mens Cays
- Deadman’s Cay
- Devil’s Cay
- Diamond Cay
- Dickies Cay
- Dilly Cay
- Discovery Island
- Dolly’s Cay
- Doomey Cay
- Double Breasted Cay
- Double Headed Shot Cays
- Dove Cay
- Dry Cay
- Duck Cay(s)
- Dunc Cays

## E
- East Cay
- Egg Island
- Elbow Cay
- Elbow Cays (Cay Sal Bank)
- Eleuthera Island
- Elizabeth Island
- Exuma Island

## F
- Factory Cays
- Falcon Cays
- Fanny Cay
- Fernandez Cay
- Fiddle Cay
- Fifteen Feet Cay
- Finley Cay
- Fish Cay(s)
- Fish Hawk Cay
- Fishing Cays
- Flamingo Cay
- Flat Cays
- Foots Cay
- Fortune Island
- Fowl Cay
- Fraizer's Hog Cay
- French Cay(s)
- Frog Cay
- Frozen Cay

## G
- Galliot Cay
- Garden Cay
- Gaulding Cay
- Gaulin Cay
- Geouge Island
- Gibson Cay
- Gibson Hog Cay
- Ginger Cay
- Glass Cay
- Goat Cay, Berry Islands
- Goat Cay, Exuma
- Gold Cay
- Gold Ring Cay
- Golding Cay(s)
- Goole Cay
- Gorda Cay (Castaway Cay)
- Goulding Cay
- Grand Bahama
- Grand Cay(s)
- Great Cistern Cay
- Great Exuma Island
- Great Guana Cay
- Great Guano Cay
- Great Harbour Cay
- Great Inagua Island
- Great Isaac Cay
- Great Ragged Island
- Great Sale Cay
- Great Seal Cay
- Great Stirrup Cay - Privatbesitz (Norwegian Cruise Line)
- Green Cay
- Green Turtle Cay
- Griffins Cay
- Grunt Cay
- Guanahani Cay
- Guana Cay
- Guincho Ginger Cay
- Guinchos Island
- Gun Cay
- Gut Island

## H
- Haines Cay
- Halls Pond Cay / Spectabilis Island (Privatbesitz)
- Halls Islands
- Harbour Island
- Harvey Cay
- Harvey Cays
- Hawksbill Cays
- Hawksnest Cay
- Heneagua Island
- High Cay
- High Point Cay
- High Ridge Cay
- Highbourne Cay
- Hoffman Cay
- Hog Cay, Exuma
- Hog Cay, Long Island
- Hog Cay, Ragged Island
- Holmes Cay

## I
- Inagua Island
- India Cay
- Iron Cay
- Ishmael Cay

## J
- Jamaica Cay
- James Cay
- Jewfish Cay
- Joe Cays
- Joe Creek Island
- Joe Downer Cays
- John Downer Cays
- Johnny's Cay
- Johnsons Cay
- Josephs Cay
- Joulter Cays
- Jumento Cays

## K
- Kamalame Cay
- Kemp Cay
- Kits Cay
- Knife Cay

## L
- Lanzadera Cay
- Laughing Bird Cay
- Lee Stocking Island
- Leonard Cay
- Levi Island
- Lightbourn's Cay
- Lignumvitae Cay
- Linder Cay
- Little Abaco Island
- Little Bell Cay
- Little Bersus Cay
- Little Carters Island
- Little Cat Island
- Little Cave Cay
- Little Cay
- Little Cistern Cay
- Little Crab Cay
- Little Darby Island
- Little Exuma Island
- Little Farmer's Cay
- Little Grand Cay
- Little Guana Cay
- Little Cuana Cay
- Little Harbour Cay
- Little Inagua Island
- Little Island
- Little Joe Downer Cay
- Little Lloyd Cay
- Little Major's Island
- Little Nurse Cay
- Little Petit Cay
- Little Pimlico Cay
- Little Pipe Cay (Privatbesitz)
- Little Ragged Island
- Little Romers Cay
- Little Sale Cay
- Little San Salvador / Half Moon Cay (Privatbesitz)
- Little Stirrup Cay / Coco Cay (Privatbesitz)
- Little Walker Cay
- Little Wax Cay
- Little Whale Cay
- Lizard Cay
- Lobos Cay
- Lobster Cay
- Lockhart Cay
- Loggerhead Cay
- Lone Pine Cay
- Long Cay
- Long Island
- Lovely Bay Cays
- Low Cay
- Low Water Harbour Cay
- Lower Crisby Cay
- Lubbers Quarters Cay
- Lucian Cay
- Lyford Cay
- Lynyard Cay

## M
- Madam Dau's Cay
- Madeira Cay
- Major's Island
- Mamma Rhonda Cay
- Man Head Cay
- Man Island
- Man-O-War Cay(s)
- Mangrove Cay
- Mangrove Island
- Manjack Cay
- Margaret Cay
- Mariguana Island
- Marine Cay
- Market Fish Cays
- Mary Cays
- Mastic Cay
- Mat Lowe's Cay
- Mayaguana
- Maycock Cay
- Meeks Patch Island
- Melita Cay
- Michael’s Cay
- Middle Cay
- Middle Bight Cay
- Mira Por Vos Islands
- Money Cay
- Moore's Island
- Moosha Cay
- Moraine Cay
- Moriah Harbour Cay
- Mouth Of Harbou Cay
- Muertos Cays
- Musha Cay

## N
- Nairn Cay
- New Cay
- New Providence
- Newton Cay
- Noah Bethel Cays
- Noname Cay
- Norman’s Cay
- Norman’s Pond Cay
- North Andros
- North Bimini
- North Cat Cay
- North Cay
- North Elbow Cay
- North Halls Cay
- Northern Eleuthera
- Northwest Cay
- Noss Mangrove Island
- Nun Jack Cay
- Nurse Cay
- Nurse Channel Cay
- Nassau

## O
- O’Brien Cay
- Ocean Cay
- Old Yankee Cay
- Orange Cay
- Outer Point Cay
- Over Yonder Cay
- Oyster Cay

## P
- Paradise Island
- Parrot Cays
- Paw Paw Cay
- Peace and Plenty Island
- Pear Cay
- Pelican Cays
- Pensacola Cays
- Perpall's Cay
- Petit Cay
- Piana Cays
- Pierre Island
- Pigeon Cays
- Pimlico Cays
- Pimlico Island(s)
- Pine Cay
- Pine Tree Cay
- Pineapple Cays
- Pipe Cay
- Plana Cay
- Plum Cays
- Pot Cay
- Potter Cay
- Powell Cay
- Prime Cay
- Pumpion Cay

## R
- Racoon Cay
- Ragged Island
- Rainbow Cay
- Randall's Cay
- Rat Cay
- Ratman Cay
- Ratmans Cay
- Red Shank Cay
- Reid Cay
- Rock Harbour Cays
- Roker Cay
- Rose Island
- Royal Island
- Rudder Cut Cay (Privatbesitz)
- Rum Cay
- Russell Island

## S
- Saddle Back Cay
- Saddle Cay
- Sailor's Choice Cay
- Sales Cay
- Salt Cay, Bahamas
- Salt Pond Cay
- Samama Cays
- Samana Cay
- Samphire Cay
- Samphire Cays
- Sampson Cay (Privatbesitz) von John Malone.[3]
- San Salvador
- Sand Bank Cays
- Sanders Island
- Sandy Cay
- Sandy Harbour Cay
- Sapodilla Cay
- Schooner Cays
- Scotland Cay
- Scrub Cays
- Seal Cay
- Sheep Cay
- Ship Channel Cay
- Shroud Cays
- Silver Cay
- Simms Cay
- Sister Cays
- Six Shilling Cays
- Smith Cay
- Snake Cay
- Snapper Cay
- Soldier Cays
- South Bimini
- South Cat Cay
- South Cay
- South Channel Cay
- South Spot Cay
- South Mangrove Cays
- South Stirrup Cay
- Southeast Cay
- Southern Cay
- Spanish Cay
- Spanish Wells Cay
- St. George’s Caye
- Staniard Cay
- Staniel Cay
- Steamer Cay
- Stocking Island
- Strachan Cay
- Stranger Cay
- Sugar Loaf Cay
- Sun Cay
- Sweetings Cay

## T
- Tarzan Cay
- Tear Coat Cay
- Tee Cay
- Thatch Cays
- Thomas Cay
- Thompson Cay
- Tilloo Cay
- Top Cay
- Tumar Cay
- Turner Cay
- Twin Cays

## U
- Upper Cay
- Upper Channel Cay
- Upper Samphier Cay
- Upper Sandy Harbour Cay

## V
- Verd Key
- Victory Cays
- Vigilant Cay

## W
- Waderick Wells Cay
- Walker's Cay
- Water Cay(s)
- Watling Island
- Wax Cay
- Weatherford Cay
- Well Cay
- West Cay
- West Shroud Cay
- Wet Cay
- Whale Cay
- White Bay Cay
- White Cay
- William Cay
- William Island
- Willis Cay
- Wilson Cay
- Wiltshires Cay
- Windermere Island
- Wood Cay
- Woolen Dean Cay

## Y
- Yellow Cay
- Young Cay
- Yuma Island